# Bisbat de Perpinyà
El bisbat de Perpinyà-Elna, antigament anomenat bisbat d'Elna (per la ubicació de la seu episcopal a la població d'Elna fins al 1601), és una demarcació de l'Església catòlica a la Catalunya del Nord.
Actualment, comprèn el Rosselló, el Vallespir, el Conflent, el Capcir i l'Alta Cerdanya. Aquest darrer territori pertanyia al bisbat d'Urgell, però pel tractat dels Pirineus (1659) es migpartí la Cerdanya i, posteriorment (1802), el territori sota administració francesa de la Cerdanya va passar al bisbat de Perpinyà (a canvi, el bisbat d'Urgell aconseguí la Vall d'Aran). També pel tractat dels Pirineus, el bisbat de Perpinyà va deixar d'estar vinculat amb Catalunya i va passar a estar vinculat a Narbona.
Els bisbes més coneguts del bisbat són:
- Pere de Magarola i Fontanet, Diputat eclesiàstic del General de Catalunya.
- Juli-Maria Carsalade du Pont que hom anomena el Bisbe dels catalans (1899-1932).
- Francesc Eiximenis (1408-1409).